# Джек Міллер
Джек Пітер Міллер (англ. Jack Peter Miller; 18 січня 1995, Таунсвіль, Квінсленд, Австралія) — австралійський мотогонщик, віце-чемпіон світу з шосейно-кільцевих мотогонок серії MotoGP в класі 125cc (2014). У сезоні 2016 року виступає в класі MotoGP за команду «Marc VDS Racing Team» під номером 43.

## Біографія
Кар'єра Джека Міллера розпочалася у ранньому віці з виступів у змаганнях на мотоциклах у болоті (англ. dirt bike), де у віці 8-ми років він став чемпіоном Австралії в класі 65сс. Батьки, брати і сестри постійно підтримували його, і навіть зараз, коли він приєднався до серії MotoGP, мама Соня їздить з ним як керівник.
Коли Джек досяг підліткового віку, він продовжував перемагати. 2011 рік був ознаменований його проривом у Європі: він став чемпіоном Німеччини у класі 125сс, а також провів кілька успішних гонок у відкритому чемпіонаті Іспанії.

### MotoGP

#### Клас 125сс/Moto3
Успішні виступи Міллера не залишились поза увагою команд-учасників чемпіонату світу MotoGP: у 2011 році Джек дебютує в серії у класі 125сс на Гран-Прі Німеччини. Провівши в дебютному сезоні загалом 6 гонок, він не зміг набрати жодного очка, проте він привернув увагу італійської команди «Caretta Technology», з якою уклав контракт на 2 роки.
В сезоні 2012 року австралієць виступав на мотоциклі Honda. Найкращим результатом стало 4-е місце на Гран-Прі Німеччини, в загальному заліку Міллер з 17-ма очками фінішував на 23-му місці.
У сезоні 2013 року Джек поміняв мотоцикл на FTR M313 (шасі виробництва FTR з двигуном від Honda). Він двічі займав 5-ті місця (Сан Марино та Австралія), в більшості гонок сезону фінішуючи в найкращій 10-ці. Це дозволило зайняти 7-е місце в загальному заліку, ставши найуспішнішим гонщиком на Honda.
Високі результати привернули увагу заводської команди KTM у чемпіонаті «Red Bull KTM Ajo», яка уклала з Міллером контракт для виступів у сезоні 2014. У своє розпорядження Джек отримав мотоцикл RC250GP. Це принесло плоди у першій же гонці сезону — Гран-Прі Катару, у якій він здобув дебютну перемогу у чемпіонаті. Ця перемога стала першою за останні десять років для представників Австралії у класі 125cc. На наступному етапі у Техасі Джек знову святкував перемогу, ставши першим австралійцем, який виграв два етапи поспіль у найлегшому класі. Загалом же у першій половині сезону Міллер виграв 4 гонки з 9-ти, що дозволило йому очолити загальний залік з відривом у 19 очок від найближчого переслідувача, Алекса Маркеса.
Успішні виступи австралійця привернули увагу керівників команд «королівського» класу. Зокрема, з'явились чутки про заінтересованість його особою найсильнішої команди MotoGP «Honda Racing Corporation». Такий розвиток подій змусив команду «Marc VDS Racing Team» виступити 4 липня 2014 року з офіційним повідомленням, у якому розкрити конфіденційні умови контракту, згідно з якими Джек Міллер підписав попередній контракт з бельгійською командою для виступів у сезонах 2014-2016 за наступною схемою: у 2014-му команда влаштувала його у «Red Bull KTM Ajo», а два наступні сезони він повинен би був провести вже у «Marc VDS Racing Team» в класі Moto2. Проте, вже у серпні стало відомо, що австралієць підписав 5-річний контракт із «HRC» для участі у класі MotoGP з наступного сезону, згідно з яким перші 2 роки він проведе у одній із сателітних команд Honda, а три наступних — у заводській. 17 вересня було офіційно підтверджено, що з сезону 2015 Джек буде виступати за команду Лючіо Чекінелло CWM LCR Honda Team де отримає у своє розпорядження мотоцикл категорії Open Honda RC213V-RS, а його партнером по команді стане Кел Кратчлоу. Згодом з'явились деталі угоди: «Marc VDS Racing Team» в обмін за розірвання попереднього контракту з Джеком Міллером отримала технічну підтримку «Honda Racing Corporation» для вступу у «королівський» клас та контракт із хорошим знайомим команди Скотом Реддінгом.
У другій половині сезону результати Джека погіршились: у 9 гонках він здобув лише 2 перемоги (у Австралії та Валенсії), крім цього двічі фінішувавши на подіумі. Цим скористався Алекс Маркес, який зумів за підсумками сезону випередити Джека в загальному заліку на 2 очка і стати чемпіоном, залишивши для австралійця 2-ге місце.

#### Клас MotoGP
На сезон 2015 приєднався до команди класу MotoGP «Team LCR». Він став наймолодшим учасником «королівського» класу у чемпіонаті. Відсутність досвіду, а також мотоцикл з обмеженими можливостями не дозволили Джеку сповна розкрити свій потенціал. Найкращим його результатом у сезоні стало 11-е місце в Каталонії, а загалом він посів 19-е місце за підсумками чемпіонату. Через фінансові проблеми його команди, на наступний сезон Міллер перейшов до команди «Marc VDS Racing Team».

### Статистика виступів у MotoGP

#### В розрізі сезонів
| Сезон | Клас   | Команда                 | Мотоцикл        | Гонки | Пер | Под | ПП | НК | Очки | Місце |
| ----- | ------ | ----------------------- | --------------- | ----- | --- | --- | -- | -- | ---- | ----- |
| 2011  | 125сс  | RZT Racing              | Aprilia         | 6     | 0   | 0   | 0  | 0  | 0    | —     |
| 2011  | 125сс  | Caretta Technology      | KTM             | 6     | 0   | 0   | 0  | 0  | 0    | —     |
| 2012  | Moto3  | Caretta Technology      | Honda           | 14    | 0   | 0   | 0  | 0  | 17   | 23    |
| 2013  | Moto3  | Caretta Technology-RTG  | FTR-Honda       | 17    | 0   | 0   | 0  | 0  | 110  | 7     |
| 2014  | Moto3  | Red Bull KTM Ajo        | KTM RC250GP     | 18    | 6   | 10  | 8  | 1  | 276  | 2     |
| 2015  | MotoGP | CWM LCR Honda LCR Honda | Honda RC213V-RS | 18    | 0   | 0   | 0  | 0  | 17   | 19    |
| 2016* | MotoGP | Marc VDS Racing Team    | Honda RC213V    |       |     |     |    |    |      |       |

Примітка: * — сезон триває.

## Цікаві факти
- Вже у 14-річному віці Джек Міллер мав 27 переломів різних кісток.[10]